# 蘇偉碩
蘇偉碩（1969年10月9日—），臺灣醫師、社運人士，嘉義縣人，曾任高雄榮民總醫院臺南分院精神科主治醫師、因前陸委會主委賴幸媛而擔任陸委會諮詢委員。

## 生平背景
蘇偉碩就讀高雄中學時適逢台灣解嚴，在學校參加校刊社，也時常到書店翻閱黨外雜誌。上了高雄醫學大學，蘇偉碩繼續參加著高醫校刊社、阿米巴社（學運社團），熱衷於參與學運，甚至搞到差點被退學。 大三曾參與野百合學運。妻子王文心是蘇在高醫時期的學妹，現為生物醫學博士。
1999年，在921地震後許多社運前輩組成「九二一大地震受災戶聯盟」；隔年，蘇偉碩拜訪災盟，決定辭去高雄凱旋醫院月薪十五萬的工作，妻子正值讀博班最後一年，兩人毅然決然投身參與災盟，協助災民向政府抗爭，提出「代位求償」。
當時，為取得災區居民信任，夫妻倆賣掉位在高雄的房子，另再借貸於草屯富功社區組合屋開設診所，診所後方設為災盟南投總部、二樓作為住處。由於蘇偉碩傾力於演講、動員災民行動，並於早晚至各組合屋巡迴義診，診所不久即歇業。
值此之際，蘇偉碩的三個女兒相繼誕生，常將襁褓中的女兒帶上街頭，讓他陷入困頓。
2003年，蘇偉碩因為美國狂牛症而開始關注瘦肉精議題，當時他擔任立委賴幸媛之國會助理，提出政府應建立風險評估與管理制度的要求。
2009年馬政府時期欲與美國簽訂擴大美牛進口時，蘇偉碩和許多民間團體更是出面喊話禁止。
2006年11月，周玉蔻欲參選台北市長，蘇偉碩辭去賴幸媛助理工作，轉擔任周玉蔻之競選總部執行總幹事。
蘇偉碩因在臉書上發表不實言論指稱被長官霸凌，以及霸凌護理師，被高雄榮民總醫院記過多次、考績丁等並免職。蘇偉碩不服處份提起行政訴訟。一審敗訴；二審在2023年10月被最高行政法院駁回上訴，全案確定。

## 相關事件

### 洪素珠事件
2016年洪素珠事件引發相關爭議，時任高雄榮民總醫院台南分院精神科醫師的蘇偉碩說，從社會心理學「相對剝奪感」的角度來看，洪素珠認為自己是受害者，對她認為的加害者進行攻擊，但她所選的榮民其實在社會上來看也是另一種弱勢，所以洪素珠的行為其實也是在複製她所謂的強欺弱的結構。

### 臺灣進口美國肉類問題
蘇偉碩從馬英九政府時期即長期關注萊克多巴胺肉品問題，曾多次公開出席記者會，並在媒體上發表萊劑對人體有害的言論。2020年12月，蘇偉碩因多次發表反萊劑言論，被其戶籍所在的高雄市警察局三民二分局以涉違反食品安全衛生管理法發通知書要求到案說明，引起臺灣網友争议。許多網友批評政府限制人民言論自由，有「查水表」的疑慮。三民二分局安排晚上10時到案說明的時間亦遭到批評，市警局長劉柏良今天坦言「非常不恰當」，警方內部有檢討。
2020年12月21日，蘇偉碩與楊儒門、台灣民間反瘦肉精毒豬聯盟赴美國在台協會台北辦事處，反對美國強迫台灣進口含萊克多巴胺的美國豬肉。美國在台協會則尚未回應。

## 外部連結
- 蘇偉碩的Facebook專頁
- YouTube上的蘇偉碩頻道